# Gaucín
Gaucín es un municipio español perteneciente a la comunidad autónoma de Andalucía. Está situado en el oeste de la provincia de Málaga, en el Valle del Genal, siendo una de las poblaciones que conforman la comarca de la Serranía de Ronda. 
Es el primer pueblo de la Serranía de Ronda que se encuentra en la carretera que une el Campo de Gibraltar con la ciudad de Ronda. Es uno de los pueblos blancos que se encajan en las laderas de las montañas que acogen al río Genal.
Gaucín presenta un paisaje variado de alcornoques, encinas y bosquetes de pinos, así como formaciones de arbustos mezcladas con castaños y acebuches, además de sus huertas y casas rurales junto a la variada vegetación de sus riberas.
El pueblo está situado en la vaguada de la sierra del Hacho, bajo el castillo del Águila, que tuvo un gran valor estratégico ya que con Gibraltar constituía la defensa de la entrada por el sur. Construido por los romanos, fueron los árabes quienes dejaron más huellas en el recinto.
Sus calles, de trazado morisco, se adaptan a la colina, donde se asientan sus casas blancas adornadas con rejas y balcones, obra de artesanos de la fragua y la forja. En cuanto a sus monumentos destaca su iglesia de San Sebastián (siglo XVI), el convento de las Carmelitas, la Fuente de los Seis Caños, además de una serie de casas señoriales (siglos XVII-XVIII), con puertas adinteladas y escudos nobiliarios tallados en piedra.
La gastronomía es semejante a la de otros municipios de la comarca de Ronda. Son típicos los productos derivados del cerdo, dulces elaborados artesanalmente como los alfajores, los roscos blancos, los rosquillos de almendras y los suspiros.
Gaucín es uno de esos típicos y bellos pueblos andaluces, por la blancura de sus casas y por el medio principalmente agrícola que posee.
La población, en su mayor parte, está concentrada en el casco urbano ya que existe muy poca diseminación y la que hay se agrupa en cortijos y viviendas rurales dentro de las propiedades.

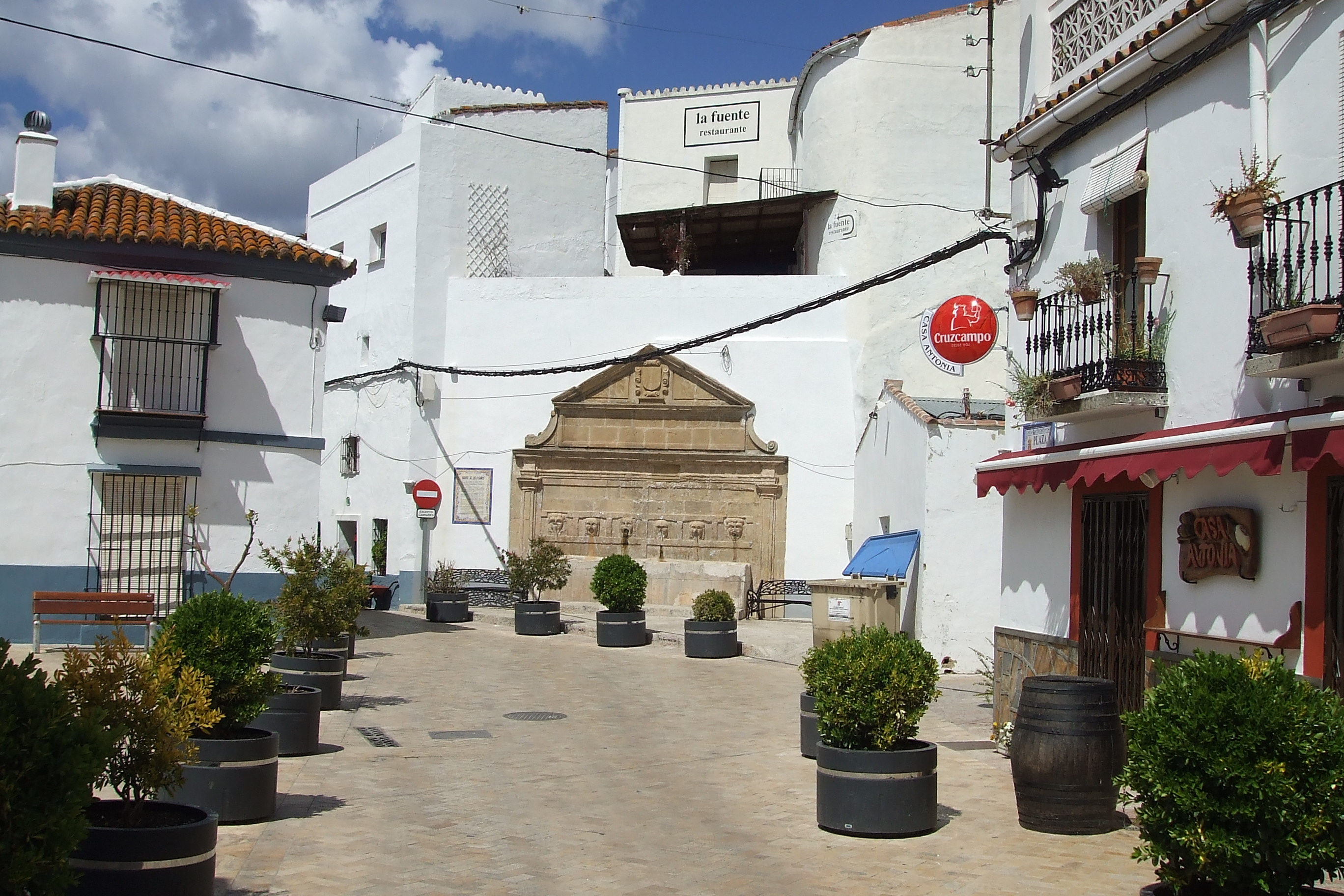
Calle de Gaucín

Una buena parte de la población es eminentemente agrícola. La jornada del campo en otro tiempo fue agotadora pues prácticamente era de sol a sol con breves descansos para las comidas. Hoy ha mejorado gracias al empleo de nuevas técnicas agrícolas.
El traslado hasta la finca, en muchas ocasiones, se hacía a lomo de burro o caballo y, con ayuda de animales, el agricultor preparaba su yunta para la realización de las faenas de arado, trilla, etc. Hoy se ha mecanizado mucho no solo el transporte sino incluso el laboreo del campo.
En el medio rural y dentro de las propiedades suele haber una casa ya para vivienda, ya para resguardarse de las inclemencias del tiempo y guardar los aperos de labranza. No tienen agua corriente, siendo la pieza más importante como solaz el denominado patio. El blanqueo es constante. Esta casuística hace que desde lejos se destaque recortado, sobre el paisaje, los blancos lienzos de las viviendas como rasgo más importante.
El gaucineño agricultor invierte la jornada en el cuidado de las bestias, la siembra y recolección de sus cosechas, que por ser, la gran mayoría de secano, obtiene una sola cosecha anual. Generalmente suele sembrar trigo, cebada, garbanzos, habas, etc.
Los gaucineños son conocidos popularmente como zorros.

## Historia

### Romanos y visigodos
Los romanos durante su permanencia en la serranía de Ronda necesitaron trazar unos medios de comunicación entre Gibraltar y Ronda para lo que aprovecharon el cauce de los ríos. La calzada que discurría aprovechando el valle del Guadiaro arrancaba desde la costa, próxima a la desembocadura del río y tenía un ramal empedrado que pasando por Lacipo llegaba hasta las minas de Los Reales en cuyas proximidades vadeaba el río cruzando a la otra orilla y uniéndose, frente al Hacho de Gaucín, a la que enlazaba con Arunda (Ronda). El material utilizado como pavimento fue la piedra caliza de tamaño mediano dada su abundancia. El trazado discurre generalmente aprovechando los valles de los ríos.
Aunque existen restos de un poblado y una necrópolis visigoda, en la loma de Enmedio, situados a 4 km de Gaucín y durante la dominación visigoda se la conoció con el nombre de Belda, en opinión de muchos (Padre Mariana, Pascual Madoz y Vázquez Otero) Gaucín es de origen romano, ya que en las denominadas Casas del Abrevadero, a 8 km del pueblo, existen restos de poblamientos romanos y se cree que su nombre romano fue La Venta de Barajabi, denominándosela Barbariana, aunque otros autores identifican la ciudad romana de Vesci como origen de Gaucín. Sin embargo se cree que estos se asentaron sobre el poblado íbero existente anteriormente en la zona.

### Árabes
El pueblo está situado en la vaguada que la sierra del Hacho, bajo el castillo, que tuvo un gran valor estratégico ya que con Gibraltar, constituía la defensa de la entrada por el Sur. Construido por los romanos, fueron los árabes quienes dejaron más huellas en el recinto, que conserva su pureza arquitectónica, de la que se deduce la importancia que dieron a este baluarte, al que dotaron de las poderosas defensas hasta hacerlo inexpugnable.
Los árabes la llamaron Sajra Guazan que significa 'roca fuerte' o 'peña estratégicamente emplazada'. La primera noticia histórica, extraída del Muqtavis V, se refiere al año 914 y narra cómo durante la campaña contra Belda, las fuerzas cordobesas quemaron las naves con que traficaba Umar ben Hafsun, hecho que fue visto por la gente de Sas, Gaucín y Castellar que se sometieron y recibieron al aman.
En el siglo XI, Abd al Yabbar, hijo de Al-Mutamid, se levantó en el castillo de Montemayor y sometió a los castillos vecinos de Alcalá de los Gazules y Gaucín (Gauyan) entre otros.

### Conquista
Con Alfonso VIII las huestes cristianas entran en Ronda y las razzias son continuas durante los siglos XIII y XIV, siendo menos frecuentes las respuestas árabes. Los moros apoyados en la serranía inquietaban el campo de Algeciras. Don Fernando envió a contener las correrías árabes al que fuera señor de Sanlúcar de Barrameda, don Alfonso Pérez de Guzmán, llamado Guzmán el Bueno, el cual murió el 17 de septiembre de 1309, luchando contra los musulmanes en el lugar llamado Prados de León. 
Gaucín, fue conquistada en 1457 por el rey Enrique IV, pero el pueblo no pasa a ser definitivamente dominio cristiano hasta el 27 de mayo de 1485, siendo tomada la villa por el capitán don Pedro del Castillo, el primer alcaide de Gaucín, que recibe en Ronda su nombramiento de manos del rey Fernando el Católico. Otros alcaides cristianos fueron: Juan de Torres y al morir este su hermano Rodrigo de Torres, nombrado el 9 de junio de 1496, en 1513 fue Juan de Maraver y en 1559 Juan de Campo Vaca de Mendoza.
En la villa permanecieron los musulmanes que quisieron con sus propiedades, pero en 1484 cambió la situación, según nos narra don Pascual Madoz: «en 1488 el rey don Fernando el Católico dejó en el pueblo de Gaucín, una respetable guarnición más los habitantes, los musulmanes cansados del señorío de los cristianos, se confederaron entre sí y mataron a los soldados que estaban descuidados y ajenos a semejante traición. No les duró mucho. No les duró mucho la alegría, pues los moros comarcanos, para hacer ver que no tenían parte en este hecho y por temor de ser castigados, se reunieron y cercaron Gaucín: acudieron con nuevas gentes de Sevilla el marqués de Cádiz y el conde de Cifuentes y recobrado que hubieron la plaza, hicieron esclavos a todos los que no pasaron a cuchillo».

### Invasión francesa
Otro hecho relevante y sangriento, ocurrió en la quinta invasión del pueblo por las tropas napoleónicas, de las seis que hicieron, el 8 de julio de 1810, asesinaron a todos los habitantes que se encontraron a su paso, quemando los archivos municipales y parroquiales y la imagen del Santo Niño fue arrojada por los riscos del castillo, después de ofrecerles tenaz resistencia.

### Guerras carlistas
Durante las guerras carlistas en 1836 se produce una campaña del General Gómez que invade el territorio, la importancia de estas campañas hace que el general Serrano Valdenebro promueva el arreglo del castillo del Águila en 1839, realizándose una serie de reformas que permitieron albergar una dotación de 40 hombres y un parque de 6 cañones y dos obuses. 
En 1848 la explosión del polvorín arruina la fortaleza del castillo y es definitivamente abandonada para uso militar.

### SigloXX
Durante la guerra civil hubo fusilamientos.

## Demografía
Cuenta con una población de 1591 habitantes (INE 2024).
| Gráfica de evolución demográfica de Gaucín entre 1842 y 2021                                                          |
| |
| Población de derecho según los censos de población del INE. Población de hecho según los censos de población del INE. |

### Economía
«Gaucín...está cubierta con árboles frutales, viñedos y campos de cereales»
Resulta difícil establecer una clasificación dentro de este sector dada la diversidad de espacios agrarios y la configuración del propio terreno del que dependen, en gran medida, la producción agrícola, ganadera e industrial, así como la propia subsistencia de la población gaucineña.
Esta realidad nos induce a pensar que tanto en el sector primario, secundario o terciario coexisten distintos tipos: el tradicional de subsistencia, el de mercado normalizado y el especulativo.

#### Distribución de la tierra
A mitad del siglo XVI la mayor parte de los cultivos, eran de trigo y cebada, pues existían buena tierra de labor cerealista alternando con grandes masas forestales.
«En esta zona los moriscos poseían 681 hectáreas de tierra de labor de secano, en un 80 % entre la sierra Crestellina y el río Genal, correspondiendo a la Mojonera de Gaucín-Jimena 23,45 hectáreas»
Los campos de cereales generalmente son abiertos.
En las grandes propiedades, casi siempre de secano, existe la vivienda familiar.
En las pequeñas propiedades las parcelas suelen tener forma rectangular y están abiertas y en algunos casos con un bajo seto o surco delimitando las lindes.

### Sector primario agrícola
Tanto la agricultura de secano como la de regadío son generadoras de riqueza y de mano de obra.
La tierra de secano, presenta más del 90 % de la superficie cultivada y dentro de ella la zona dedicada a cereal ocupa casi la mitad y solo se obtiene una cosecha anual.
«Estas colinas, hasta arriba, están cubiertas de viñas, las cuales no se encuentran muy atendidas por sus propietarios»
Entre los cultivos de secano predominan el trigo, la cebada, habas maíz, garbanzos, arvejas, etc. que se cultivan en régimen de rotación, según estiman los labradores, anual, bienal o trienal, para no esquilmar la tierra dando, a veces, períodos de descanso dejándola en barbecho para alimento del ganado.
La mayor parte de las tierras de regadío están formadas por huertas próximas de las orillas de los dos ríos.
De este modo la superficie del suelo, a veces en minifundio, se aprovecha hasta el mínimo trozo; unas veces como fincas en regadío próxima a los medios húmedos; otras, para cultivo y alimento del ganado.
Las fincas de regadío generalmente son cerradas, pues aparecen rodeadas de cercas de madera para evitar la entrada de animales extraños y delimitar las propiedades. Otras veces estas cercas se sustituyen por setos con arbustos como membrillos u otros y en ocasiones las cercas y los setos se reemplazan por muros de piedra a unión viva.
Las tierras en regadío representan apenas un 0,2 %, con un total de 90 ha. En ella se cultivan los agrios (naranja y limón de varias variedades), manzanos, melocotoneros, cerezos, coles, habas de verdeo, lechugas, cebollas, pepinos, etc.
El hortelano usa la presa, la acequia, la alberca, etc., para llevar el agua de riego hasta sus cultivos, en las huertas a orilla.
De todo esto se deduce la gran riqueza agrícola que posee la tierra de Gaucín y la importancia que ello representa para el sustento del ganado, no solo en la Edad Media, sino incluso en la época actual.
Existe en Gaucín, una paulatina disminución del censo de caballar y asnal, porque las condiciones de trabajo agrícola han evolucionado en beneficio de la mecanización y mejoras en la infraestructura agraria. No es tanto en la especie mular que por su fortaleza es empleado, como imprescindible, en la saca de corcho, recolección de castañas, etc., allí donde no es posible llegar la mecanización.

### Sector secundario industrial
Muy poco vino se hace en este distrito, aunque los viñedos son extensivos, ya que su producto es apropiado generalmente para hacer vinagre o brandy.
La industrialización, como tal, no apareció en Gaucín hasta época bien tardía; sabemos, no obstante que existieron desde siempre pequeñas actividades que fueron más bien artesanales y para la subsistencia de los que la trabajaron.
La industria representa un progreso y por tanto mayores y mejores posibilidades de vida para la clase trabajadora y su familia. Pero, en Gaucín, por su aislamiento quizás, solo ha sobrevivido la pequeña empresa industrial que, en muchas ocasiones, es artesanal y de subsistencia. Tampoco existe una mentalidad creadora de una infraestructura industrial, como tal, para su favorable desarrollo.
En el sector servicios, turismo y comercio existe una importante actividad generada por la industria de la alimentación, transporte, turismo, etc.
El turismo es una fuente de ingresos para múltiples economías gaucineñas, principalmente las que giran en torno al alquiler y venta de viviendas. Existe la esperanza de que la carretera, que une con la costa se amplíe y reforme, lo que indudablemente repercutirá en beneficio de esta acogedora Villa y de sus gentes.
Este sector, sin duda, tendrá un futuro prometedor por la belleza de su paisaje, por la gentileza de su gente y por la facilidad de comunicación con dos núcleos importantes de población como son Ronda y Algeciras además del enlace con la Costa del Sol, que puede fomentar el turismo llegando a ser una importante fuente de ingresos.
Más de un extranjero se asentó en Gaucín –Villa abierta y sorprendente– cautivado por sus bellos rincones, lo apasionante de su historia, lo apacible de su clima, etc., que hacen de ella un lugar privilegiado de la naturaleza y, más que nada porque en Gaucín no hay extranjeros; ni ellos ni nadie se siente extraño.

### Evolución de la deuda viva municipal
| Gráfica de evolución de Deuda viva del Ayuntamiento de Gaucín entre 2008 y 2019                                |
| |
| Deuda viva del Ayuntamiento de Gaucín en miles de Euros según datos del Ministerio de Hacienda y Ad. Públicas. |

## Símbolos
La bandera de Gaucín tiene forma rectangular dividida en dos mitades iguales por una línea vertical. La primera mitad es de color azul, mientras que la otra mitad es de color blanco.
El escudo es en forma de escudo bajo una corona real, por el título real otorgado de Villa, cuenta con un borde de color azul oscuro con canastos, el fondo es de color rojo y en el centro se encuentra un castillo y a sus pies varias olas.
El pueblo cuenta con un lema que es el siguiente Muy hospitalaria ilustre y siempre noble Villa de Gaucín.

## Cultura

### Feria y fiestas patronales
Se celebra en recuerdo de la feria del ganado el día de la Virgen de las Nieves (patrona del pueblo), la primera semana de agosto. Lugareños, visitantes y emigrantes que retornan en estas fechas para reencontrarse con familiares y amigos, celebran las fiestas con bailes, casetas, concursos, dianas, pasacalles, cohetes y competiciones deportivas.

### Fiestas en Honor al Santo Niño y San Juan de Dios

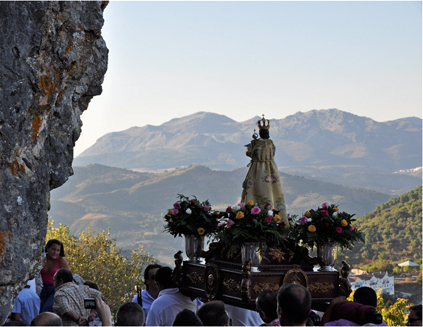
Imagen del Santo Niño en La Bajada

Fiestas con gran fervor religioso en honor del Santo Niño y San Juan de Dios, celebradas el 7 y 8 de septiembre. 
El primer día se celebra La Bajada en la que las imágenes del Santo Niño y San Juan de Dios son trasladadas desde la ermita del Santo Niño en el castillo del Águila hasta la iglesia de San Sebastián, haciendo una parada en el Cementerio para honrar a todos los fallecidos. El 8 de septiembre se celebra una procesión en el que las imágenes recorren diferentes calles del pueblo. Los vecinos del pueblo tienen una gran devoción hacia estas dos imágenes.
Además durante nueve días anteriores se celebra una Novena (misa), por las mañana la Banda Municipal Villa de Gaucín celebra una Diana Floreada y por las noches se celebra en la plaza del Santo Niño una verbena.

### Toro de cuerda
Toro de cuerda es celebrado en el Domingo de Resurrección. Digamos que es la Fiesta de Gaucín por excelencia, si exceptuamos al Santo Niño, que por tradición, devoción y concurrencia, figura como la primera en los corazones de los gaucineños.
Sin duda es la fiesta pagana, aunque con un origen religioso ya que su celebración se hace el domingo de Resurrección en honor de Jesucristo Resucitado, con mayor resonancia. Cada año que pasa adquiere mayores proporciones en cuanto a llegada de lugareños, vecinos de otros pueblos de la comarca y turistas del arco Mediterráneo afincados entre Algeciras y Málaga.

### Romería del Santo Niño
Se celebra el último domingo de agosto, en la que la imagen del Santo Niño se traslada hasta la ermita de la Adelfilla, donde a su llegada se celebra una misa y una fiesta, hasta que a la tarde vuelve al castillo. En esa fiesta se conmemora la aparición del Niño Jesús a San Juan de Dios camino de Gibraltar en 1536.

### Romería de San Juan
Se celebra el domingo cercano a la Festividad de San Juan, el lugar de celebración es el río Genal, se celebran concursos de cintas a caballo, garrocha etc.

### Semana Santa
Desde el miércoles Santo, se suceden los actos religiosos y los desfiles procesionales de las imágenes de las distintas hermandades por las calles de Gaucín. Época especialmente atractiva para el turismo, que desborda Gaucín cada temporada.

### Recreación Toma de Gaucín

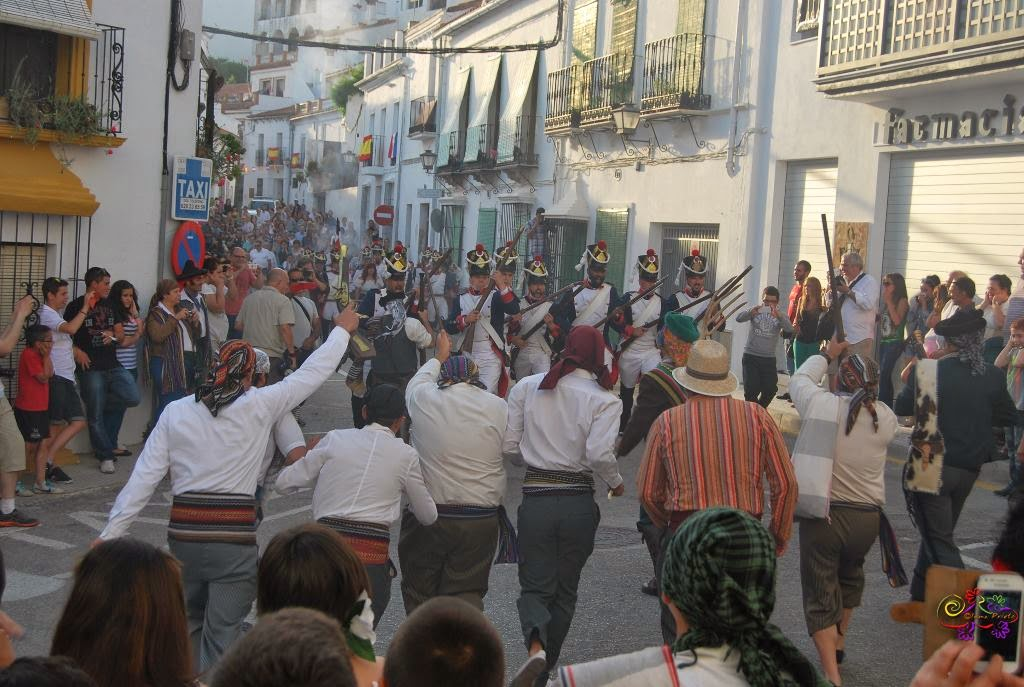
Recreación de una de las batallas

En esta fiesta se recrea la toma de Gaucín por las tropas francesas y su posterior liberación por los Bandoleros o Guerrilleros.

### Festival de Flamenco del Corcho Valle del Genal
En el castillo del Águila se celebró en la primavera del 97 una Verbena Flamenca con aficionados de la comarca que fue parte del embrión que más tarde se gestó. Y debido al éxito de esta verbena flamenca se decidió celebrar un Festival de Cante Flamenco con carácter anual.
El Festival ha tomado el nombre «del corcho», a partir del festival de 2003, al coincidir con la época del descorche de los alcornoques (chaparros), árbol autóctono de los montes de nuestra zona. Fue Declarada Fiesta de Singularidad Turística Provincial por el Pleno de la Diputación Provincial de Málaga el 22/07/04.